# Duthiers Point
Der Duthiers Point (englisch, in Argentinien Cabo Duthiers, in Chile Cabo Lacaze-Duthiers) ist eine Landspitze an der Danco-Küste des Grahamlands auf der Antarktischen Halbinsel. Sie markiert die südliche Begrenzung der Einfahrt in die Andvord Bay sowie die östliche Begrenzung der nördlichen Einfahrt in die Aguirre-Passage.
Entdeckt wurde sie bei der Belgica-Expedition (1897–1899) unter der Leitung des belgischen Polarforschers Adrien de Gerlache de Gomery, der sie als Cap Lacaze-Duthiers benannte. Namensgeber ist der französischen Zoologe Félix Joseph Henri de Lacaze-Duthiers (1821–1901). Das UK Antarctic Place-Names Committee übertrug die Benennung 1959 in angepasster Form ins Englische.